# Drosophila kauluai
Drosophila kauluai este o specie de muște din genul Drosophila, familia Drosophilidae, descrisă de William Alanson Bryan în anul 1934. Conform Catalogue of Life specia Drosophila kauluai nu are subspecii cunoscute.